# Constantin Cojocaru (actor)
Constantin Cojocaru (n. 6 mai 1945, Borolea, România – d. 13 aprilie 2024) a fost un actor român de teatru și de film.

## Biografie
În 1966 a absolvit Institutul de Artă Teatrală și Cinematografică București, Facultatea de Teatru, Secția Actorie, clasa profesor George Carabin.
Imediat după absolvirea facultății devine actor la Teatrul Tineretului din Piatra Neamț unde rămâne până în 1975. În această perioada, între 1970-1975 este și profesor la Școala Populară de Artă din Piatra Neamț.
Din 1975 până în 2001 este actor angajat la Teatrul Odeon din București. 
După 2001 își continua activitatea artistică, colaborând în afară de Teatrul Odeon cu multe alte teatre din București și din țară: Teatrul „Toma Caragiu” din Ploiești, Teatrul Nottara, Teatrul Tineretului din Piatra Neamț, Teatrul de Comedie, Teatrul Național București, Teatrul „Luni” de la Green Hours, Teatrul „Andrei Mureșanu” din Sf. Gheorghe. Participă de asemenea la numeroase alte proiecte culturale în țară și străinătate. Are o activitate îndelungată în film, teatrul de televiziune și teatrul radiofonic.

## Roluri înteatru

### Teatrul Tineretului din Piatra Neamț
- Băiatul rău în Afară'i vopsit gardu', inăuntru-i leopardu de Alecu Popovici, regia Ion Cojar
- Iscoada în Răzvan și Vidra de B.P.Hașdeu, regia Gabriel Negri
- Omul de tinichea în Vrăjitorul din Oz, dramatizare de Eduard Covali și Paul Findrihan după Frank Baum, regia Ion Cojar
- Soldatul Brave în Dacă războiul ar izbucni de Staffan Ross, regia Ion Cojar
- Cerșetorul în Omul cel bun din Siciuan de Bertolt Brecht, regia Andrei Șerban
- Servitorul în Noaptea încurcăturilor de Oliver Goldsmith, regia Andrei Șerban
- Laonic în Cronica personală a lui Laonic de Cornel Paul Chitic, regia Magda Bordeianu
- Căpitanul Masham în Paharul cu apă de Eugene Scribe, regia Gabriel Negri
- Gheorghe în Năpasta deI.L.Caragiale, regia Alexa Visarion
- Hans în Inima rece de Wilhelm Hauff, regia Sanda Manu
- Costică în Șeful sectorului suflete de Alexandru Mirodan, regia Gabriel Negri
- Harap Alb în Harap Alb după Ion Creanga, dramatizarea și regia Zoe Anghel Stanca
- Jeff în Jocul de-a vacanta de Mihail Sebastian, regia Gabriel Negri
- Vestitorul de bâlci în Woyzeck de Georg Büchner, regia Alexa Visarion
- Gustave în Balul hoților de Jean Anouilh, regia Radu Penciulescu
- Ioana (travesti) în Matca de Marin Sorescu, regia Marin Sorescu
- Harry Philton în Zigger-Zagger de Peter Terson, regia Cornel Todea
- Davidson în Dosarul Andersonville de Saul Lewitt, regia Emil Mandric
- Romeo în Romeo și Julieta de William Shakespeare, regia Silviu Purcarete
- Topitorul de nasturi în Peer Gynt de Henrik Ibsen, regia Cătălina Buzoianu

### Teatrul Odeon
- Gică în Comedia fără titlu de Ion Băieșu, regia George Bănică
- Bunicul în Comedie cu olteni de Gheorghe Vlad, regia Geta Vlad
- Trică în Comediile cu olteni de Gheorghe Vlad, regia Geta Vlad
- Robert în Regele Ioan de Friedrich Dürrenmatt, regia Letiția Popa
- Ciobanul lunatec în Zamolxe de Lucian Blaga, regia Dinu Cernescu
- Tolea Jarikov în Da sau nu de Al. Ghelman, regia Alexa Visarion
- Pătrașcu în Descăpățânarea de Alexandru Sever, regia Tudor Mărăscu
- Țăranul în Războiul vacii de Roger Avermaete, regia Dinu Cernescu
- Makar în Serenadă târzie de Alexei Arbuzov, regia Geta Vlad
- Pascalide în Opinia publică de Aurel Baranga, regia Geta Vlad
- Radu Selejan în Ordinatorul de Paul Everac, regia Tudor Mărăscu
- Andres în Woyzeck de Georg Büchner, regia Alexa Visarion
- Achim în Jean, fiul lui Ion de George Bănică și Nicolae Țic, regia George Bănică
- Locotenentul Radu în Milionarul Sărac de Tudor Popescu, regia Florin Fătulescu și Tudor Mărăscu
- Nichita în Jocuri crude de A. Arbuzov, regia Dinu Cernescu
- Milică în Visul unei nopți de vară spectacol din Gala Dansului la Odeon, regia Dragoș Galgoțiu
- Bufonul în Regele Lear de W. Shakespeare, regia Mircea Marin
- Spectatorul în Dragostea mea, Electra de Gyorko Laszlo, regia Gelu Colceag
- Robert în Opera rânjetului de Dario Fo, regia Dragoș Galgoțiu
- Dottore în Mincinosul de Carlo Goldoni, regia Vlad Mugur
- Țiganul, Trecătorul, Garcia Lorca în ...Au pus cătușe florilor... de Fernando Arrabal, regia Alexander Hausvater
- Mai multe roluri în Teatru seminar după Petre Țuțea, regia Dragoș Galgoțiu
- Tyrell în Richard III de William Shakespeare, regia Mihai Măniuțiu
- Omul căldurii, omul viitorului în La țigănci după Mircea Eliade, regia Alexander Hausvater
- Tatal în Sganarelle de Moliere, regia Dragoș Galgoțiu
- Chigol în Lulu de F. Wedekind, regia Dragoș Galgoțiu
- Robert în Opera de trei parale de Bertolt Brecht, regia Beatrice Bleonț
- Bonsai în Uppercut stânga de Joel Jouanneau, regia Dragoș Galgoțiu
- Mamoun în Saragosa – 66 de zile după Jan Potocki, regia Alexandru Dabija
- Toulon în M... Butterfly de David Henry Hwang, regia Ada Lupu
- Mick în Frații de Sebastian Barry, regia Alexandru Dabija
- Ridolfo în Cafeneaua de Carlo Goldoni, regia Dragoș Galgoțiu
- Zoe în Gaițele de Alexandru Kirițescu, regia Alexandru Dabija
- Leonida în Conu Leonida față cu reacțiunea de I.L. Caragiale, regia Mihai Măniuțiu
- Black Will în Arden din Feversham dureroasa și adevărata tragedie a domnului Arden din Feversham, Autor englez anonim din secolul XVI, regia Dragoș Galgoțiu
- Regele Peter în Leonce și Lena de Georg Büchner, regia Alexandru Dabija
- Pisanio în Cymbeline de William Shakespeare, regia Laszlo Bocsardi
- Istvan în joi.megaJoy de Katalin Thuroczy, regia Radu Afrim
- Utnapishtim în Epopeea lui Ghilgamesh, regia Dragoș Galgoțiu
- Goe în C.F.R. - Cometa, Copilul și Cățelul după texte de I.L. Caragiale, regia Alexandru Dabija, 2012
- Doc in West Side Story ( Leonard Bernstein/ Arthur Laurents), un spectacol de Razvan Mazilu, 2014

### Colaborări
- Nenea Valerica in Moartea pentru patrie de Mihai Ignat, regia Alexandru Maftei ( Teatrul de Arta, Bucuresti), 2014
- Isaac Baum in Frau Hess si gradinile ei de Milton Frederik Marcus, regia Alexander Hausvater ( Teatrul Evreiesc de Stat), 2014
- Lui (El) in L'heure grise ou le derniere client de Agota Kristof, regia Jean Flammang ( Theatre des Capucins, Luxemburg), 2014
- Valerio în Leonce și Lena de Georg Büchner, regia Vlad Cristache (Teatrul Maria Filotti,Braila), 2014
- Ray/Peter în Blackbird de David Harrower, regia Andrei și Andreea Grosu (Teatrul Unteatru), 2013
- Shheffler/Doctorul în Uratul de Marius von Mayenburg, regia Vlad Cristache (Teatrul de Comedie), 2013
- Batrânul în Avalanșa de Tuncer Cucenoglu, regia Radu Afrim (Teatrul Național București)
- Ragnar Ronn în Cheek to Cheek de Jonas Gardell, regia Radu Afrim (Teatrul Nottara)
- Tatăl Dorei în Nevrozele sexuale ale părinților noștri de Lukas Barfuss,regia Radu Afrim (Teatrul "Toma Caragiu" din Ploiești)
- Sorin în Pescărușul de A.P.Cehov, regia Andreea Vulpe (Teatrul Toma Caragiu din Ploiești)
- Sorin în Pescărușul de A.P. Cehov, regia Sandrine Barciet (Societatea Grognons Freres, Franța)
- Memoria celor care au trecut în pe texte din Evanghelia după Ioan, regia Anca Berlogea și Dragoș Galgoțiu (UNITER)
- Pastorul în Poveste de iarnă după W. Shakespeare, regia Dragoș Galgoțiu (Fundația Culturală Athon și altFEST)
- Jack în A fost odată în Brooklyn de Neil Simon, regia Iarina Demian (Teatrul de Comedie)
- Perimplin în Perimplin și Belisa de Garcia Lorca, regia Alexander Hausvater (Teatrul Toma Caragiu din Ploiești)
- Polițist, Inspectorul, Generalul, Papa, Tata în N-avem bani, nu plătim de Dario Fo, regia Ada Lupu (Teatrul "Toma Caragiu" din Ploiești)
- Tatăl în Întoarcerea lui Espinosa de Radu Macrinici, regia Bogdan Voicu (Teatrul "Andrei Mureșanu" din Sf. Gheorghe)

### Teatru de televiziune
- Căsnicia nu-i o joacă, regia Olimpia Arghir
- Moartea unui comis voiajor, regia Sanda Manu
- Escu, regia Constantin Dicu
- Costandina, adaptare pentru televiziune de Cornel Popa
- Zi că-ți place!, regia Cornel Mihalache

## Filmografie
- Duminică la ora 6 (1966)
- Proprietarii (1973)
- Serenadă pentru etajul XII (1976)
- Înainte de tăcere ‎(1978)
- Bună seara, Irina! (1980)
- Non-stop (1982)
- Înghițitorul de săbii (1982)
- Năpasta (1982)
- Sfîrșitul nopții (1983)
- Moromeții (1987)
- O vară cu Mara (1989)
- Leapin' Leprechauns! (1995)
- Hacker (2004)
- Aleodor împărat-voce (2004)
- Harap Alb-voce (2005)
- Fata babei și fata moșului-voce (2005)
- Băieți buni (TV-2005)
- Vineri în jur de 11 (2006)
- Margo (2006)
- Cars/Mașini-voce (2006)
- Legiunea Străină (2008)
- Schimb valutar (2008)
- În spate la A36 (2008)
- Îmbătrânim (2008)
- Amintiri din Epoca de Aur 1: Tovarăși, frumoasă e viața! (2009)
- Căpșuni în aprilie (2009)
- Fumatul poate să ucidă (2010)
- Captivi de Crăciun (2010)
- Trei zile până la Crăciun (2012) - Nicolae Ceaușescu
- Luminița (2013)
- Drift (2013)
- Ultimul zburător (2014)
- Hawaii (2017)
- Pup-o, mă! 3: Înfruntarea bacilor (2022)

## Premii
- Nominalizat la Premiul UNITER pentru cel mai bun actor pentru rolul Zoe din GAIȚELE de Al. Kirițescu, 2003
- Premiul pentru cel mai bun rol feminin în spectacolele GAIȚELE de Alexandru Kiritescu și CHEEK TO CHEEK de J.Gardell (Teatrul Nottara), Festivalul de Teatru de la Piatra Neamț, octombrie 2005
- Nominalizat la Premiul UNITER pentru cel mai bun actor în rol secundar pentru Istvan din joi.megaJoy, 2007
- Mențiune specială în cadrul Zilelor Filmului Românesc la TIFF pentru interpretarea rolului Nicolae Ceaușescu în filmul lui Radu Gabrea Trei zile până la Crăciun, 2012

## Legaturi externe
- Cojocaru în dialog cu Cristina Rusiecki[nefuncțională]
- Cum e să-l interpretezi pe dl Goe la 67 de ani Arhivat în 18 mai 2012, la Wayback Machine., interviu Video, 15 mai 2012, România liberă
- Cu actorul Constantin Cojocaru despre câteva lucruri tulburătoare
- Vocatia de a fi atipic
- Actorul care l-a jucat pe Ceaușescu
- Constantin Cojocaru un semn de carte în enciclopedia vieții
- De la Rică Trică și Fănică la Cioran
- Aromă de drag povești cu Constantin Tzâcă Cojocaru
- Țâcă Cojocaru, reîncarnarea lui Ceaușescu Arhivat în 21 septembrie 2020, la Wayback Machine., 29 iunie 2010, Gabriela Lupu, România liberă